# Fátima
Fátima ['fatimɐ] ist eine Stadt (Cidade) im Kreis Ourém in Portugal. In ihr liegt das nach den Marienerscheinungen von Fátima entstandene Heiligtum von Fátima, der bedeutendste Wallfahrtsort Portugals und einer der bekanntesten der römisch-katholischen Kirche.

## Geographie
Der Ort Fátima liegt etwa 130 Kilometer nördlich der portugiesischen Hauptstadt Lissabon an der Autobahn A1, der Hauptverkehrsader zwischen Lissabon und Porto. Fátima gehört zum Distrikt Santarém und zum Bezirk Vila Nova de Ourém. Der Ort hat eine Fläche von 71,8 km² und 13.212 Einwohner (Stand 19. April 2021).

## Ortsnamen
Die zuvor von Mauren beherrschte Region Santarém wurde 1147 von christlichen Portugiesen zurückerobert. Den arabischen Namen „Fatima“ soll der Ort einer Legende zufolge von Fatima, der schönen Tochter eines maurischen Fürsten – ihrerseits benannt nach der Tochter des islamischen Propheten Mohammed – erhalten haben. Im Jahr 1158 soll sie, nachdem sie von christlichen Eroberern entführt und an den Grafen von Ourém verkauft worden war, sich aus Liebe zu diesem taufen lassen und mit ihm vermählt haben. In dem Ort, den ihre gräflichen Nachkommen nach ihr benannt haben, soll sie ihre letzte Ruhestätte gefunden haben. Jene Fatima ist eine Moura encantanda, ein Fabelwesen aus portugiesischen und galicischen Märchen. Die Geschichte taucht in ähnlichen Versionen in mehreren Orten Portugals auf.

## Das Heiligtum von Fátima

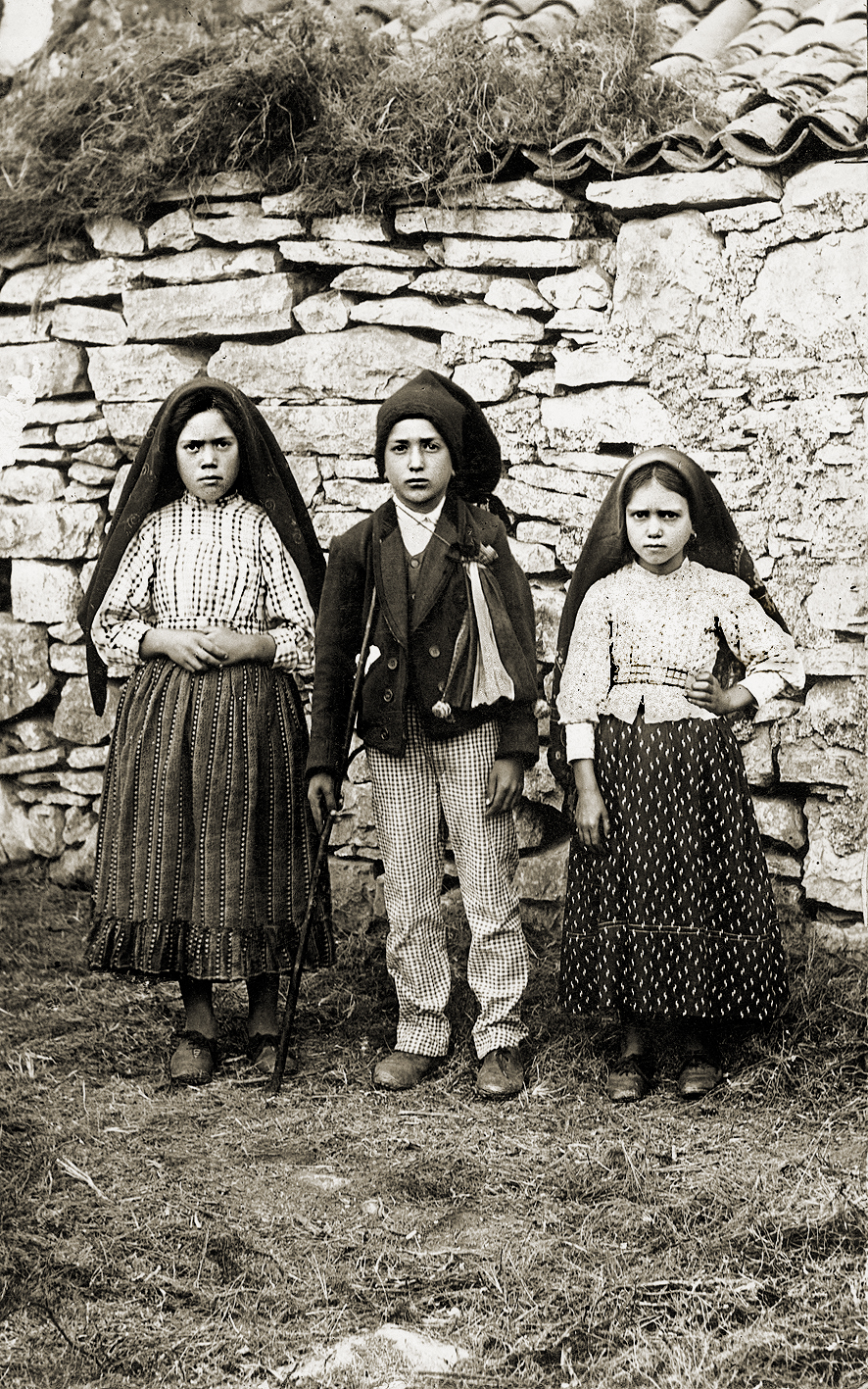
Die drei Hirtenkinder von Fátima: Lúcia, Francisco und Jacinta

Das Heiligtum von Fátima ist ein bedeutender Wallfahrtsort der katholischen Kirche, der jährlich von Millionen Pilgern (2023 waren es 6,8 Millionen) besucht wird; zu ihm gehört die viertgrößte Kirche der Welt (Igreja da Santissima Trindade) sowie der weltweit größte Kirchenvorplatz. 

### Ursprung
Das Heiligtum hat seinen Ursprung in den Marienerscheinungen von Fátima. 
Berichtet wird, dass am 13. Mai 1917 drei Hirtenkindern, Lúcia dos Santos und den Geschwistern Jacinta und Francisco Marto, auf einem Feld die Jungfrau Maria erschienen sei. Diese habe ihnen befohlen, künftig an jedem 13. des Monats an diesen Ort zurückzukommen. Die Kinder vereinbarten untereinander Stillschweigen über diese Erscheinung, Jacinta brach jedoch dieses Versprechen, und so fanden sich am 13. Juni einige Neugierige ein, die sich mit eigenen Augen überzeugen wollten, ob die Geschichten der Kinder stimmten. 
Als jedoch im Juli, August und September die Zahl der Schaulustigen immer größer wurde, kündigte die Erscheinung für den 13. Oktober ein Wunder an. Am fraglichen Tag hätten Zehntausende von Anwesenden ein Sonnenwunder gesehen – sie konnten problemlos die Sonne, die einer Silberscheibe ähnelte, anschauen, während sich diese wie ein Feuerrad gedreht habe. Am 13. Mai 1930 wurden die Erscheinungen von José II. Alves Correia da Silva (1852–1957), dem Bischof von Leiria, für glaubwürdig erklärt und die öffentliche Verehrung Unserer Lieben Frau von Fátima an diesem Ort gestattet. 
Eine kritische Darstellung des Sonnenwunders führt eine natürliche Erklärung für das Phänomen an.
Den drei Kindern seien bei der dritten Erscheinung am 13. Juli die drei Geheimnisse von Fátima überliefert worden. 1941 schrieb Schwester Lúcia (1907–2005), das erste und zweite Geheimnis, 1944 das dritte Geheimnis auf. Die ersten beiden wurden direkt zur Veröffentlichung freigegeben, das dritte jedoch wurde versiegelt dem Papst übergeben und sollte nicht vor dem Jahr 1960 veröffentlicht werden.

### Beziehung der Päpste zum Heiligtum

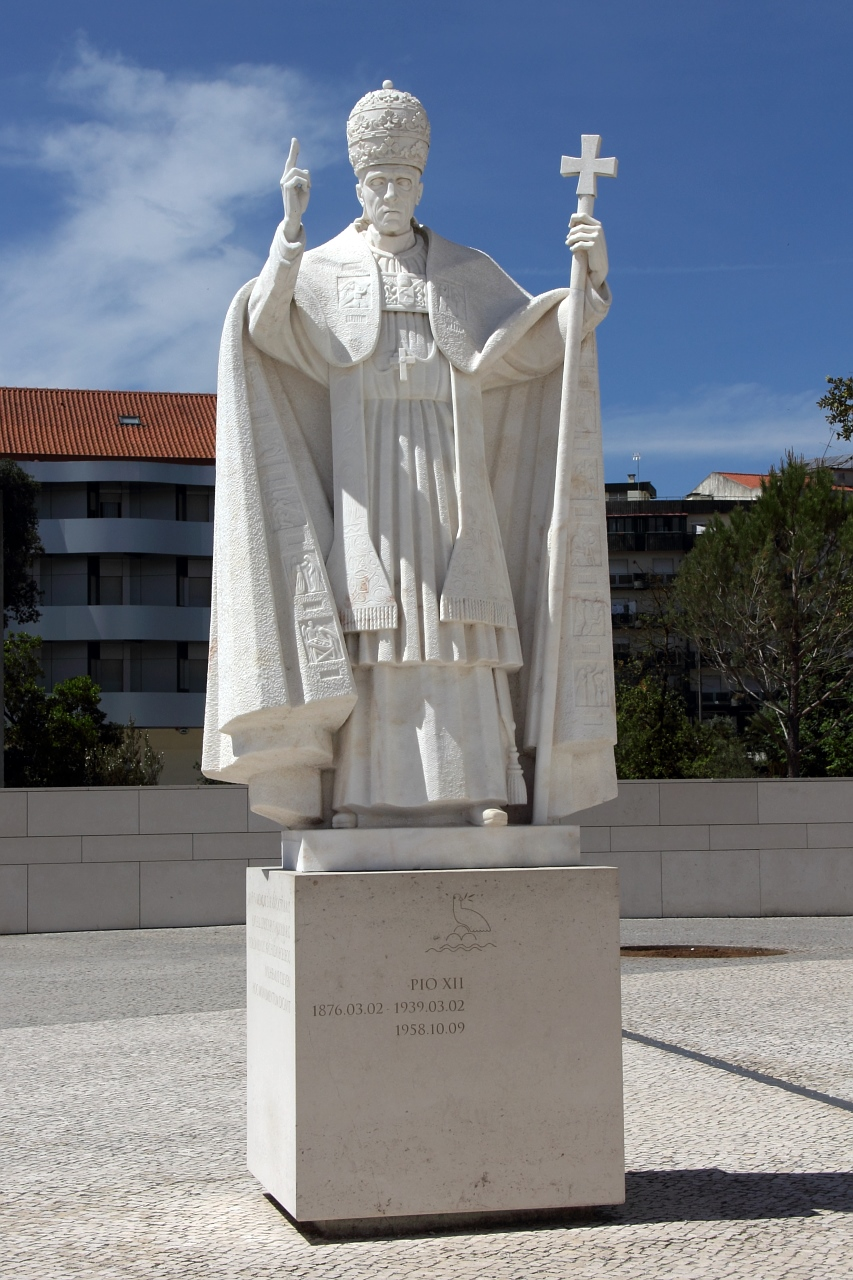
Denkmal für Papst Pius XII.

Papst Johannes XXIII. entschied sich gegen eine Veröffentlichung des dritten Geheimnisses von Fátima. Dieses wurde erst am 26. Juni 2000 in Rom durch Kardinal Joseph Ratzinger und Erzbischof Tarcisio Bertone bekannt gemacht. Der Inhalt beziehe sich nach Meinung mancher auf das Papstattentat vom 13. Mai 1981, welches sich am Jahrestag der ersten Erscheinung ereignete. Papst Johannes Paul II. besuchte seinen Attentäter Mehmet Ali Ağca 1983 im Gefängnis. Bei dem Gespräch soll dieser sich auf die Erscheinungen von Fátima bezogen haben, indem er Papst Johannes Paul II. mehrfach gefragt habe, welche Königin das denn gewesen sei, die seinen Tod verhindert habe.
Johannes Paul II. war dreimal in Fátima. Dort sprach er am 13. Mai 2000 Jacinta und Francisco Marto selig. Auch andere Päpste, wie Pius XII., hatten zu diesem Ort eine besondere Beziehung. Paul VI. pilgerte 1967 zum Heiligtum, Benedikt XVI. am 13. Mai 2010. Anlässlich des 100. Jahrestages der Erscheinungen besuchte Papst Franziskus am 13. Mai 2017 Fátima und sprach dabei Jacinta und Francisco Marto heilig.

### Das Heiligtum heute
Im Jahre 2023 kamen rund 6,8 Millionen Pilger nach Fátima, mehr als zu allen anderen Wallfahrtsorten in Europa. 2019 waren 2.854 Pilgergruppen aus dem Ausland (aus mehr als 80 Ländern) registriert, und 1.530 aus Portugal.
Gegenüber der alten Rosenkranz-Basilika wurde 2007 die neue Basilika zur Heiligsten Dreifaltigkeit geweiht. Sie ist mit annähernd 9000 Sitzplätzen die viertgrößte katholische Kirche der Welt und der bislang größte Kirchenneubau des 21. Jahrhunderts (2009). Zwischen den beiden Kirchen befindet sich zudem der größte Kirchenvorplatz der Welt.
- Allabendlich findet eine Lichterprozession statt

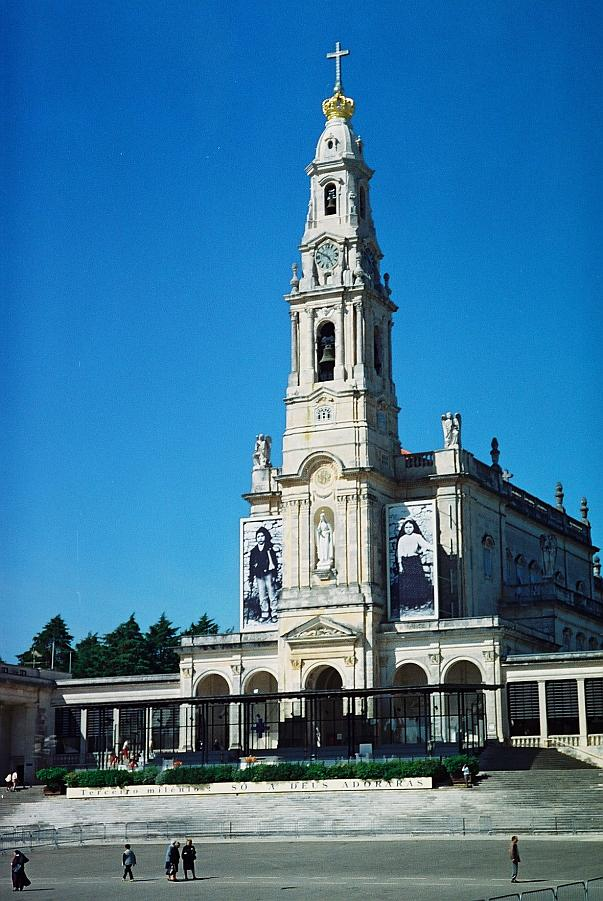
Basilika Unserer Lieben Frau des Rosenkranzes
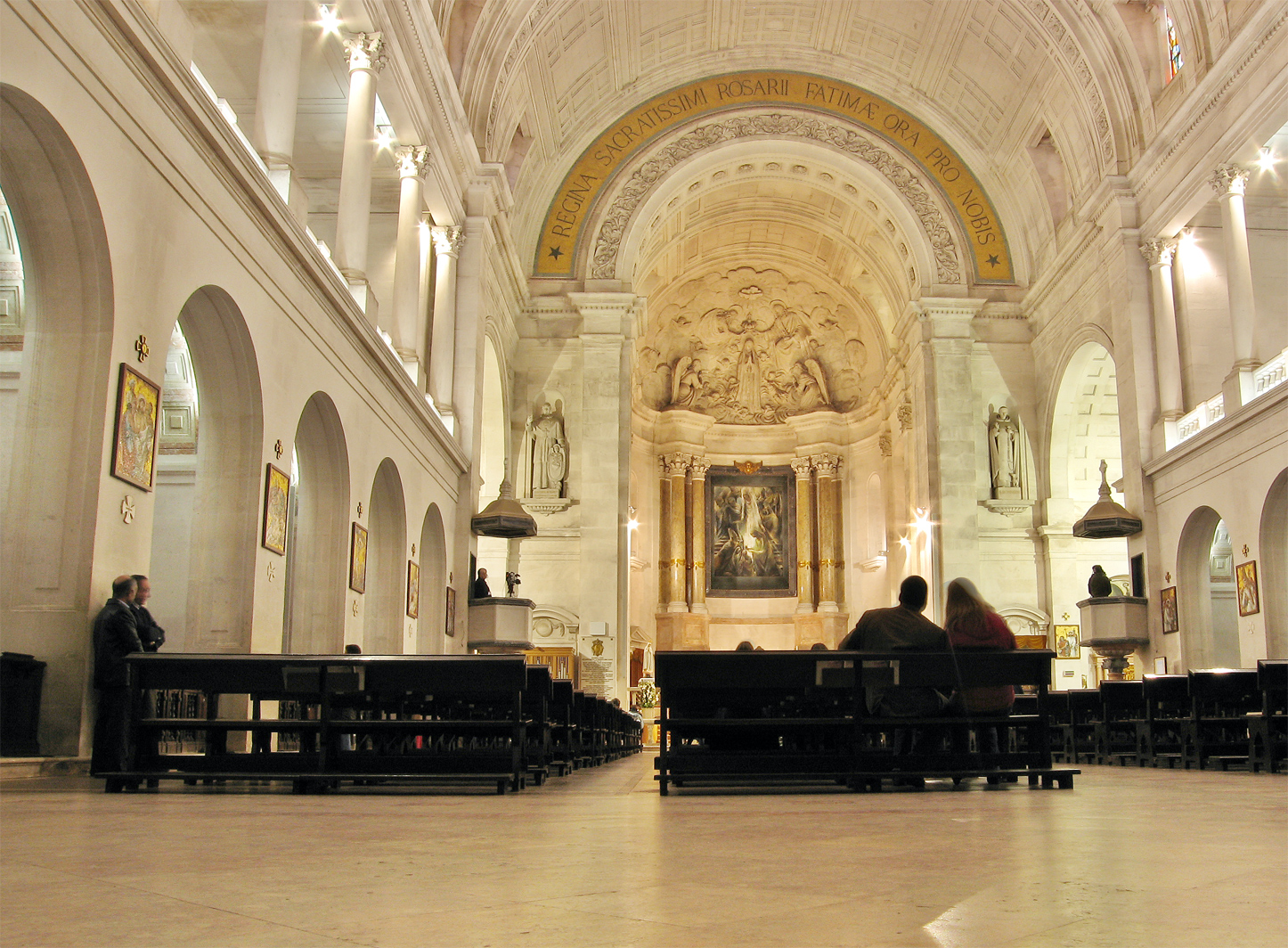
Innenraum der Basilika
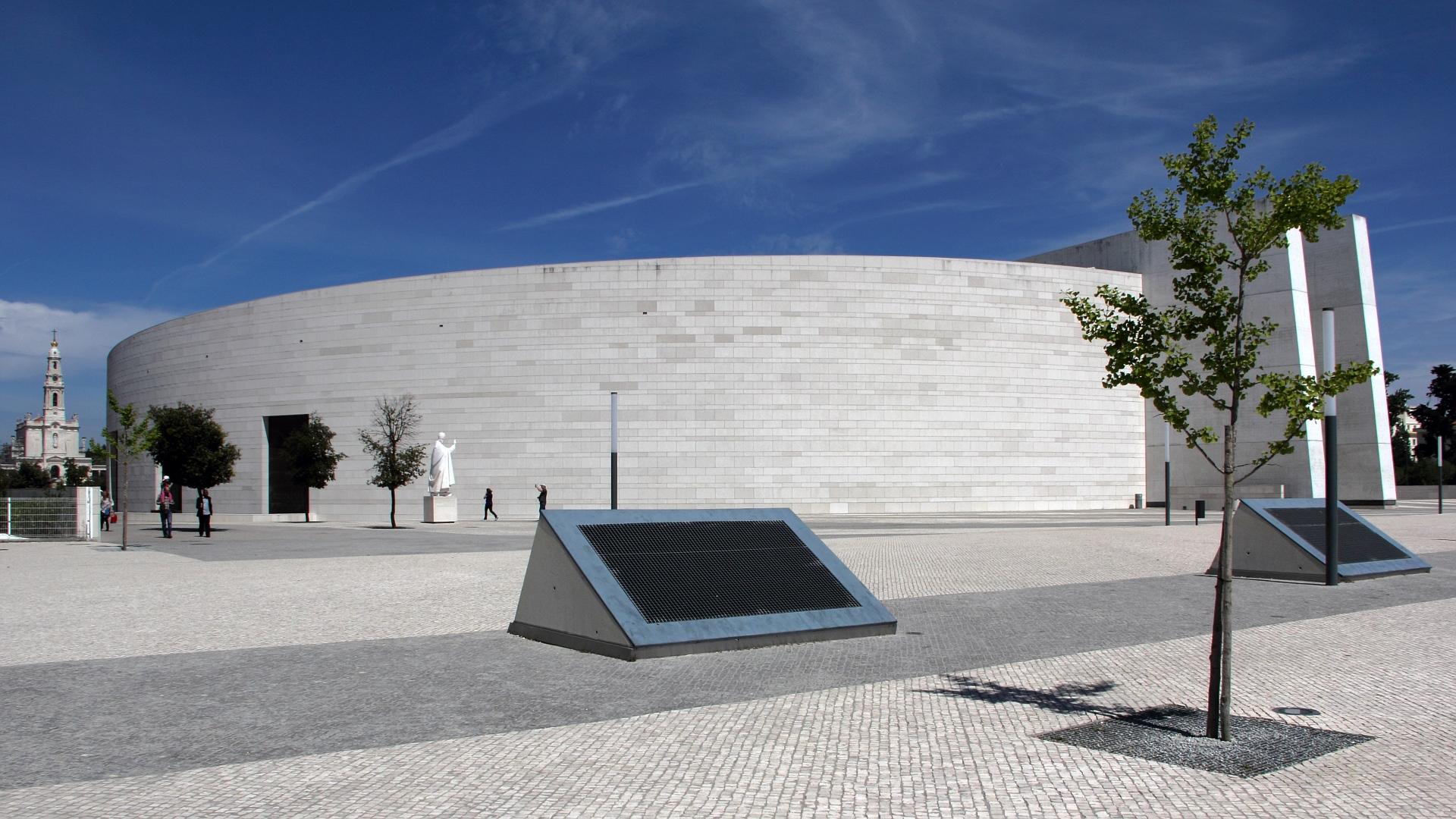
Basilika zur Heiligsten Dreifaltigkeit
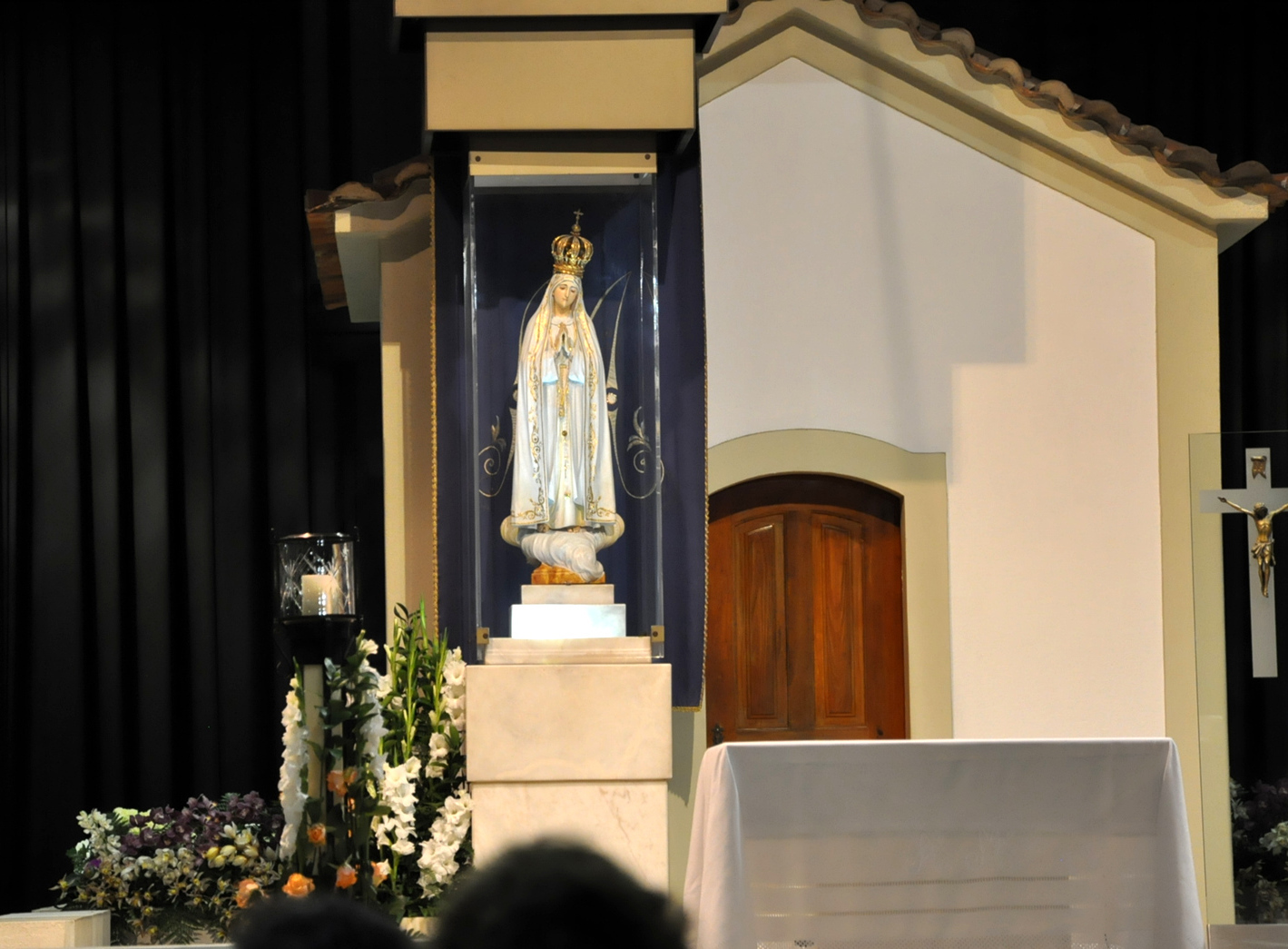
Erscheinungskapelle
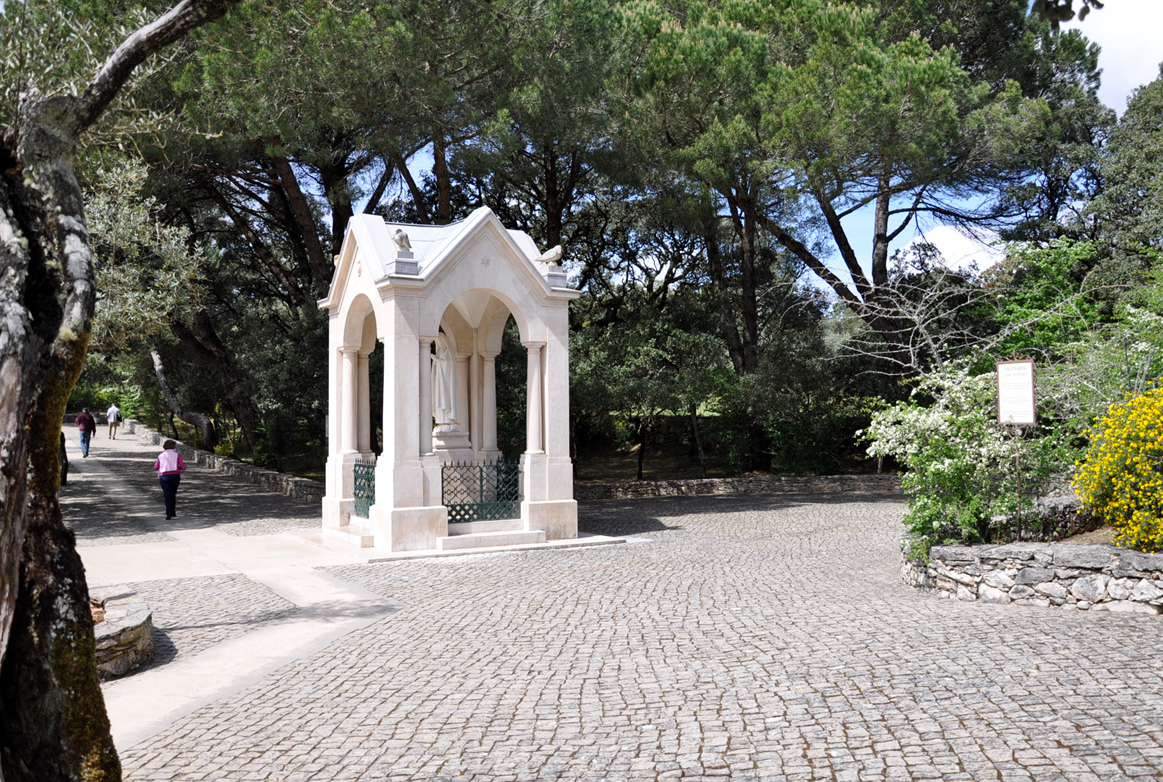
Valinhos von Fátima

## Städtepartnerschaften
In der Zusammenarbeit der Shrines of Europe ist Fátima seit 1996 mit fünf anderen Marienwallfahrtsorten verbunden. 2017 wurde Einsiedeln als siebtes Mitglied aufgenommen. Diese sind:
- Altötting (Deutschland)
- Einsiedeln (Schweiz)
- Loreto (Marken) (Italien)
- Lourdes (Frankreich)
- Mariazell (Österreich)
- Tschenstochau (Polen)